# Сиртори
Сиртори (итал. Sirtori) — коммуна в Италии, располагается в регионе Ломбардия, подчиняется административному центру Лекко.
Население составляет 2616 человек, плотность населения составляет 654 чел./км². Занимает площадь 4 км². Почтовый индекс — 23896. Телефонный код — 039.
Покровителями коммуны почитается святые Набор и Феликс. Праздник ежегодно празднуется 12 июля.